# Metalen Kruis 1830-1831

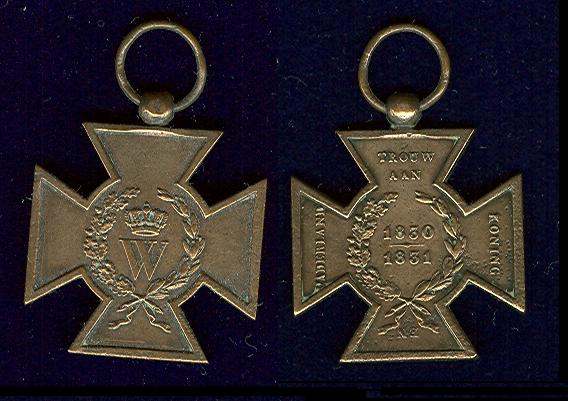
Deze onderscheiding kreeg Jan Goeverneur voor zijn bijdrage aan de Tiendaagse Veldtocht. Hij droeg dit kruisje zijn leven lang. Particuliere verzameling, Groningen

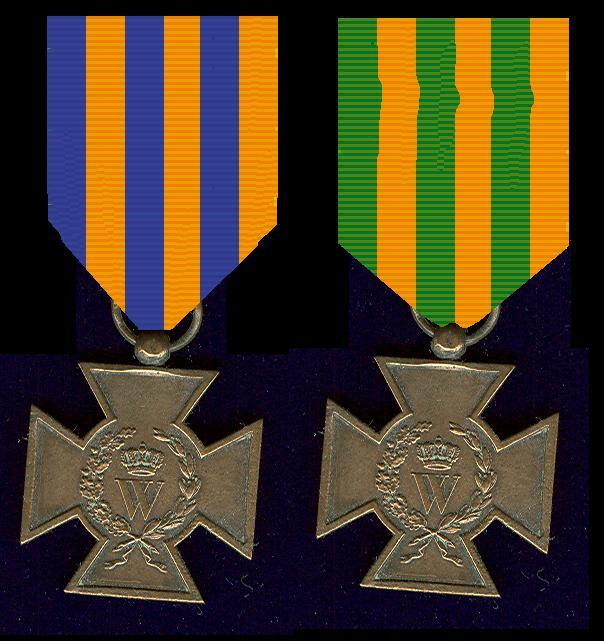
Links het Metalen Kruis, rechts het Metalen Kruis voor Vrijwilligers. Particuliere verzameling, Groningen

Het Metalen Kruis 1830-1831 is een Nederlandse onderscheiding en ereteken dat in 1831 werd toegekend aan hen die aan de Tiendaagse Veldtocht hadden deelgenomen. Het werd ingesteld door Koning Willem I bij Koninklijk Besluit no. 70 van 12 september 1831 en uitgereikt aan allen die in het leger of de Koninklijke Marine aan de krijgsverrichtingen in de jaren 1830 en 1831 hebben deelgenomen.
Het Metalen Kruis is een vierarmig bronzen kruis met een breedte van 29 millimeter. De voorzijde vertoont de gekroonde "W" in een krans bestaande uit een tak van eikenbladeren (links) en een tak van laurierbladen (rechts). De keerzijde heeft dezelfde krans, waarbinnen de jaartallen "1830-1831" gegraveerd zijn. Op de armen van het kruis is de tekst "TROUW AAN / KONING / EN / VADERLAND" te lezen. Het lint is verdeeld in zes gelijke banen nassaublauw en oranje, beginnend aan de linkerzijde met een blauwe baan.
Het Metalen Kruis staat ook wel bekend als het Hasseltkruis. Het brons voor het kruis was afkomstig van enkele kanonnen die buit waren gemaakt tijdens de Slag om Hasselt, een Nederlandse overwinning op 8 augustus 1831.
Het Metalen Kruis, gedragen door de prins van Oranje (de latere koning Willem II), is op 10 april 1849 door Prins Hendrik der Nederlanden gehecht aan het vaandel van het Regiment Grenadiers en Jagers. Dat wil zeggen dat het Bronzen Kruis aan een lang lint in de kleuren van de onderscheiding, een zogenaamde cravatte, aan de stok van het vaandel werd gebonden.
Dragers van het Metalen Kruis werden in de volksmond ridders van het Metalen Kruis genoemd. Dit predicaat komt veelvuldig voor in krantenberichten, verhalen en op grafzerken. Waarschijnlijk gebeurde dit naar voorbeeld van ridders in de Militaire Willems-orde al is van een dergelijke orde geen sprake.
Er zijn enige Metalen Kruizen bekend met een bronzen lauwerkrans als verhoging tussen het lint en het kruis. Deze lauwerkrans was een door de dragers zelf bedacht draagteken dat een Eervolle Vermelding aanduidde.
Bekende dragers van deze onderscheiding zijn onder andere de letterkundige Jan Goeverneur en de militair arts Antonius Mathijsen, de uitvinder van het gipsverband. 
Er zijn vele duizenden metalen kruisen uitgereikt; de onderscheiding is daarom niet bijzonder kostbaar.

## Het Metalen Kruis als vaandeldecoratie
Het door Willem II der Nederlanden gedragen Metalen Kruis werd als vaandeldecoratie aan het vaandel van de koningscompagnie, de Ie compagnie van het garderegiment grenadiers en jagers bevestigd. Tegenwoordig wordt dit vaandel gevoerd door de Alfa-compagnie van het 11e Infanteriebataljon Air Assault GGJ van de Nederlandse Koninklijke Landmacht.
Kruis voor Moed en Trouw · Verzetskruis · Erepenning voor menslievend hulpbetoon · Eervolle Vermelding · Bronzen Leeuw · Verzetsster Oost-Azië · Bronzen Kruis · Kruis van Verdienste · Vliegerkruis · Ereteken voor Belangrijke Krijgsbedrijven · Lombokkruis · Metalen Kruis 1830-1831 · Metalen Kruis Vrijwilligers 1830-1831 · Oorlogsherinneringskruis · Verzetsherdenkingskruis · Ereteken voor Orde en Vrede · Nieuw-Guinea-Kruis · Mobilisatie-Oorlogskruis · Kruis voor Recht en Vrijheid · Onderscheidingsteken voor Langdurige Dienst als officier · Ereteken voor meester-scherpschutter op geweer voor schepelingen van de Koninklijke Marine · Ereteken voor meester-kanonnier voor schepelingen van de Koninklijke Marine · Schietprijsster van het Koninklijk Nederlandsch-Indisch Leger · Kruis van Verdienste van het Nederlandse Rode Kruis · Kruis van Verdienste van de Nederlandse Bond van Vrijwillige Burgerwachten · Kruis van de Algemene Vereniging van Nederlandse Reserve-officieren voor militaire prestatietocht · Mobilisatiekruis 1914-1918 · Witte Mobilisatiekruis 1914-1918 · Kruis van Verdienste van de Nationale Bond "Het Mobilisatiekruis 1914-1918" · Herinneringskruis 1939-1940 van het Nederlandse Rode Kruis · Herinneringskruis 1940-1945 van het Nederlandse Rode Kruis · Vierdaagsekruis · Elfstedenkruisje · Onderscheidingen van de brandweer
Zie ook: Lijst van Nederlandse onderscheidingen